# The Telltale Head
«The Telltale Head», llamado «El héroe sin cabeza» en Hispanoamérica y «La cabeza chiflada» en España, es el octavo episodio de la primera temporada de la serie animada Los Simpson, emitido originalmente el 25 de febrero de 1990. Al Jean, Mike Reiss, Sam Simon y Matt Groening fueron los escritores, y Rich Moore fue el director.
El título del episodio hace referencia al cuento de Edgar Allan Poe, El corazón delator (en inglés, The Tell-Tale Heart). La mañana después de cortar la cabeza de Jebediah Springfield, Bart se despierta sobresaltado al encontrar la cabeza de la estatua en su cama, haciendo referencia a El Padrino.

## Sinopsis
La historia comienza de noche cuando Homer y Bart iban caminando por la calle con la cabeza de la estatua de Jebediah  Springfield cuando son perseguidos por una muchedumbre conformada por todos los habitantes de la ciudad. Bart explica su historia:
Un domingo, después de la iglesia, Bart se entera de que estrenarán la película de los monstruos espaciales en el cine de Springfield, pero Marge le prohíbe verla. Bart fue a verla de todos modos, y en el camino se encontró con Jimbo, quien, junto a su pandilla, invitan a Bart a colarse en el cine. Al principio pensaba que eran muchachos geniales, pero cuando los conoció mejor se dio cuenta de que eran unos ladrones, pero él quería ser aceptado entre ellos, y (recordando que le tiraban piedras a la estatua), por el mal consejo de Homer la popularidad lo es todo decide cortar la cabeza del fundador de Springfield, provocando así disturbio en toda la ciudad. Incluso, la banda de delincuentes juveniles con los que se había asociado Bart (quienes previamente habían visto la estatua sin cabeza en una nube) repudiaron el hecho amenazando con hacerle daño a Bart.
Homer, al sentirse culpable por el consejo que le dio, decide ayudar a Bart a devolver la cabeza sin decirle a nadie, después de un largo camino se encuentran con una muchedumbre que quería recuperar la cabeza de la estatua y atacar a Bart por haber profanado la estatua.
Volviendo al inicio del episodio Homer dice que Bart estaba arrepentido, y él se disculpa; devuelve la cabeza de Jebediah  Springfield y el caos finalmente termina.

## Producción
La idea de basar el episodio en recuerdos surgió cuando se encontraba en la fase de producción en que se aplica color a las imágenes. Este es el primer episodio dirigido por Rich Moore. También es la primera vez que se menciona a Jebediah Springfield, además de ser la primera vez que los Simpson van a la iglesia. El comentarista del partido de fútbol que escucha Homer en la iglesia está basado en  Keith Jackson.
Este es el primer episodio de la serie en el cual aparecen el Reverendo Lovejoy, Krusty el payaso, Sideshow Bob, Jimbo Jones, Kearney Zzyzwicz, Dolphin "Dolph" Starbeam, la Srta. Albright, y Apu Nahasapeemapetilon.

## Recepción
Warren Martyn y Adrian Wood, dijeron que disfrutaron "la escena en que los Simpson se comportan mal en la iglesia, el pésimo consejo de Homer, y el dilema moral real de Bart". En una crítica al DVD de la primera temporada de la serie, David B. Grelck le dio al episodio una puntuación de 3 puntos sobre 5, y añadió que "Es un episodio extraño, el cual se basa en varios aspectos bizarros que aparecerían más tarde en el programa".
Este episodio ha sido referenciado dos veces en la serie de televisión South Park. En el episodio "Simpsons Already Did It", Butters corta la cabeza de una estatua en South Park para causar estragos en la sociedad, pero se ve frustrado cuando se da cuenta de que no sólo Los Simpson ya lo habían hecho, sino que los ciudadanos preferían dejar la estatua sin cabeza para recordar la caricatura. La segunda referencia fue en el episodio "Cartoon Wars Part II", cuando Cartman visita los estudios FOX para convencer al presidente de la cadena de cancelar Padre de familia pero antes de poder verlo, ve que Bart Simpson (en una referencia al hecho de que gran parte de los guionistas de Los Simpson odian a Padre de familia) tenía una cita concretada antes que él. Cuando Cartman le pregunta a Bart qué es lo peor que había hecho en su vida, Bart responde "una vez le corté la cabeza a una estatua".